# Narcissus × medioluteus
Narcissus × medioluteus là một loài thực vật có hoa lai ghép trong họ Amaryllidaceae. Loài này được Mill. mô tả khoa học đầu tiên năm 1768.

## Hình ảnh

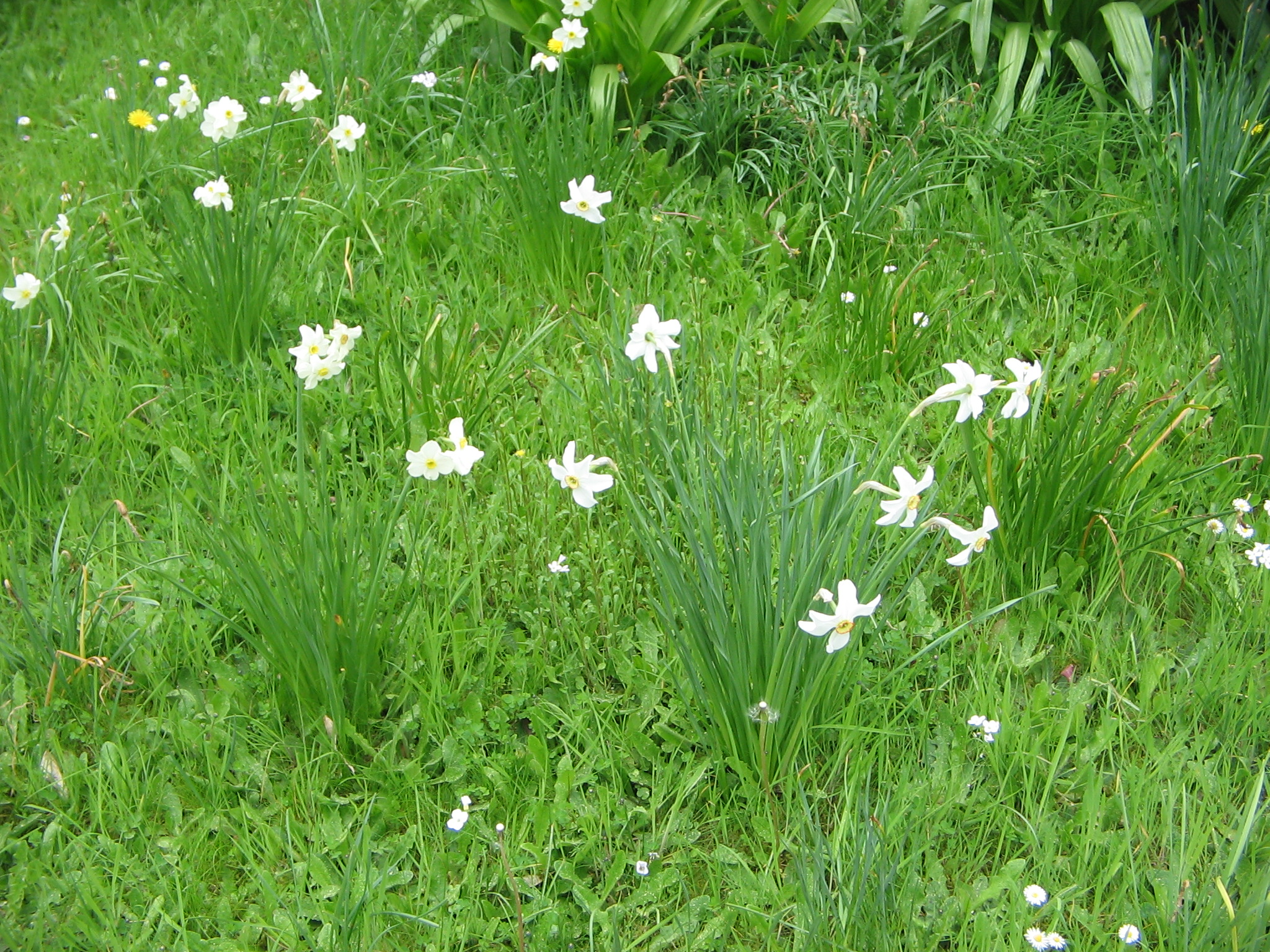
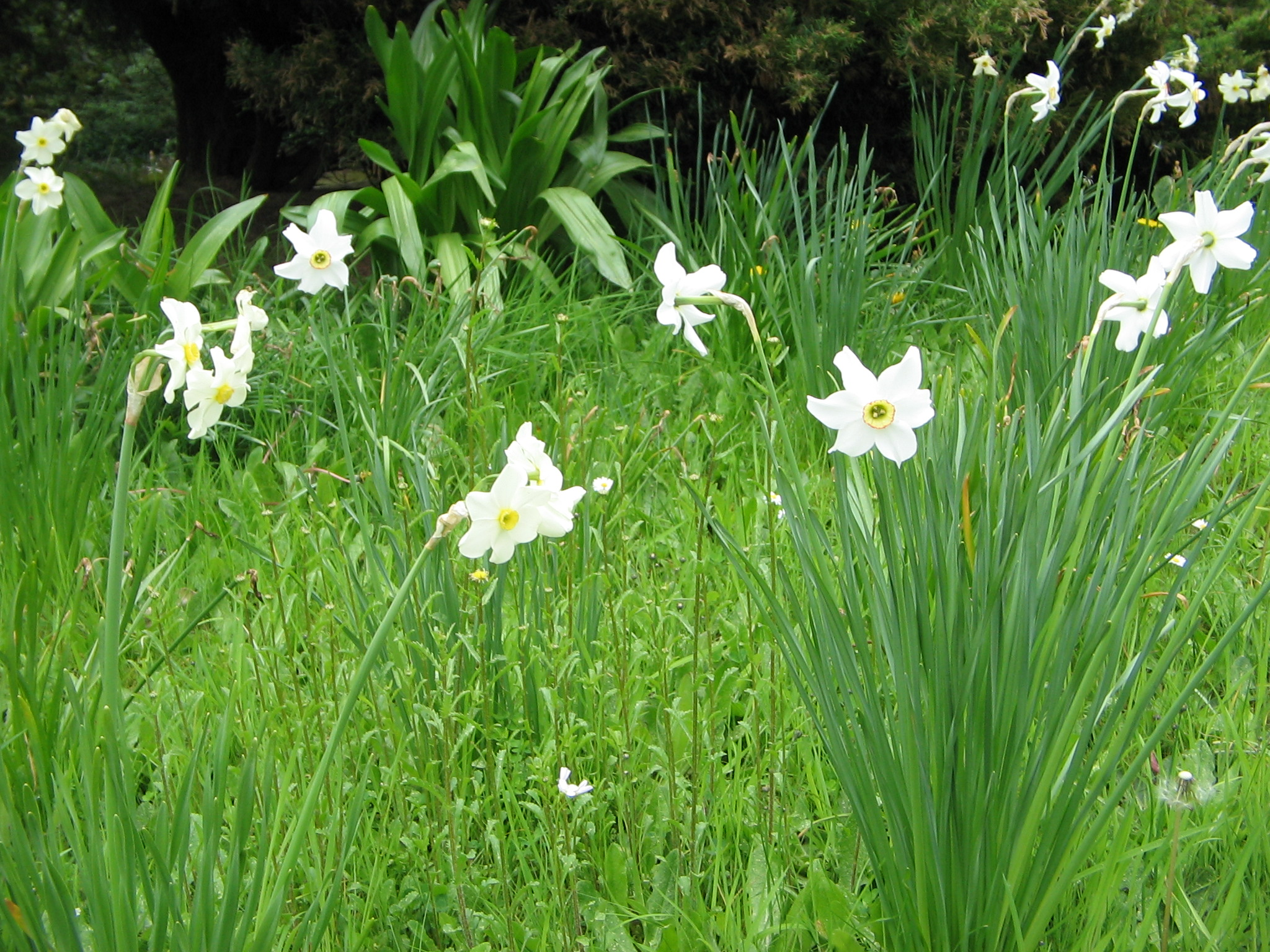
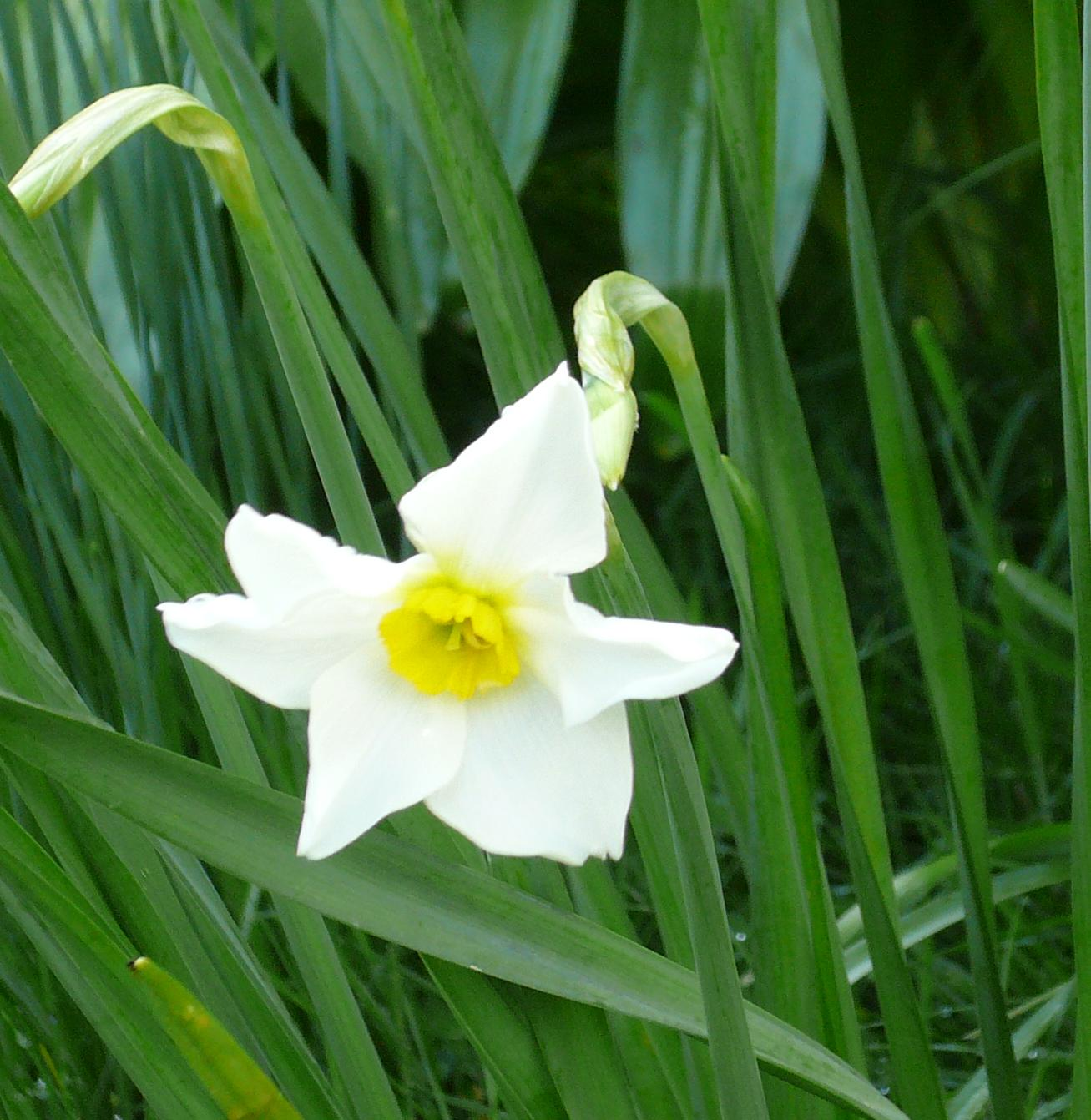
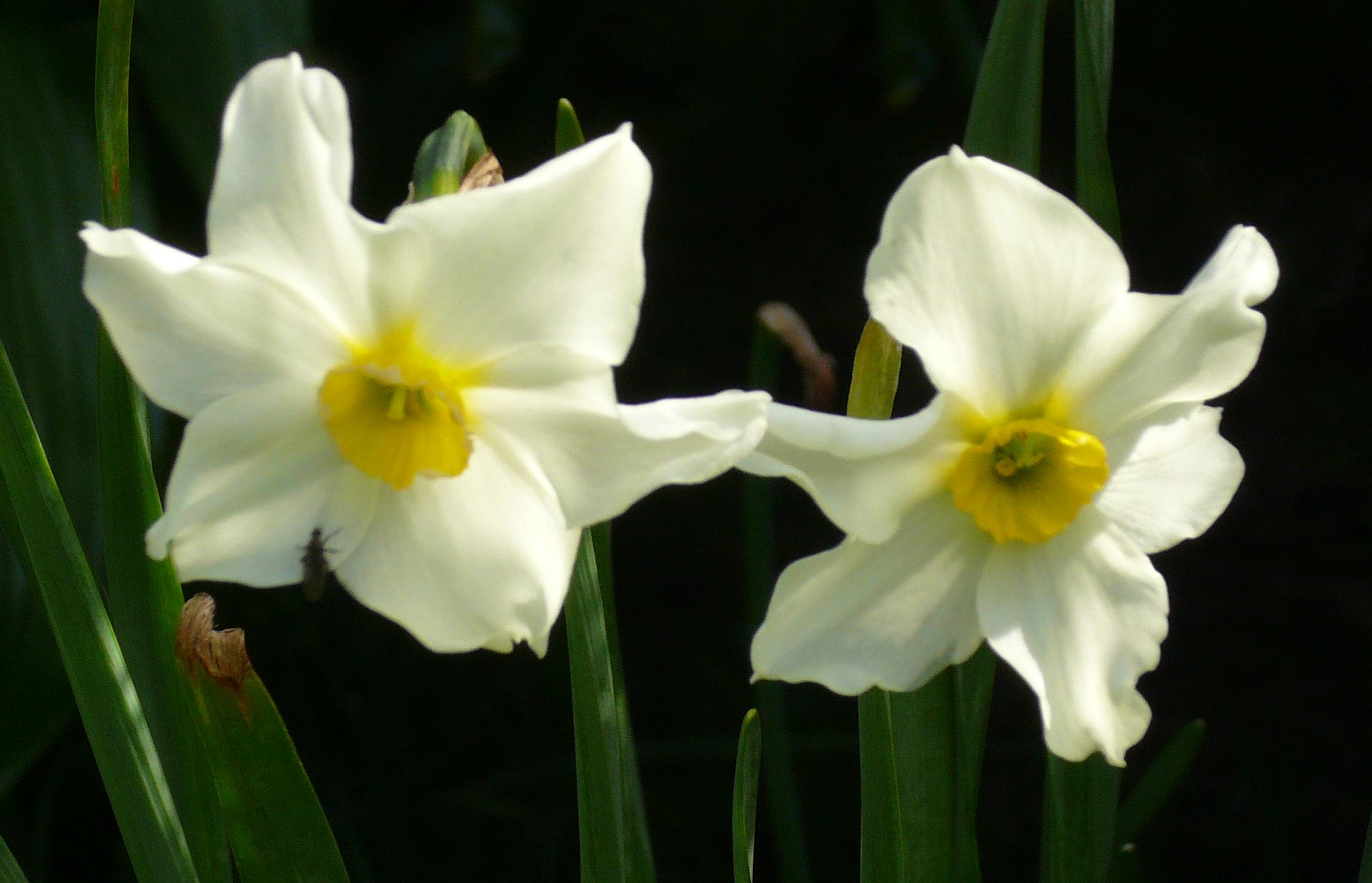